# مارتن بلاكمان
مارتن بلاكمان (بالإنجليزية: Martin Blackman)‏ مواليد 5 مارس 1970 في ذا برونكس، الولايات المتحدة، هو لاعب كرة مضرب باربادوسي سابق وكان يلعب باليد اليمنى. أعلى تصنيف له في الفردي كان المركز الـ 158 في سنة 1994. أعلى تصنيف له في الزوجي كان المركز الـ 142 في سنة 1994.

## النهائيات

### الفردي: (1)
| الرقم | السنة | الدورة                   | الأرضية | المنافس في النهائي | النتيجة في النهائي |
| ----- | ----- | ------------------------ | ------- | ------------------ | ------------------ |
| 1.    | 1993  | بيلو هوريزونتي، البرازيل | صلبة    | ديفيد آدمز         | 6–7, 6–4, 7–6      |

### الزوجي: (3)
| الرقم | السنة | الدورة              | الأرضية | الشريك        | المنافس في النهائي               | النتيجة في النهائي |
| ----- | ----- | ------------------- | ------- | ------------- | -------------------------------- | ------------------ |
| 1.    | 1992  | سنغافورة            | صلبة    | لورانس تيلمان | باتريك باور ساندر غرون           | 6–4, 1–6, 7–6      |
| 2.    | 1994  | ولينغتون، نيوزيلندا | صلبة    | كيني ثورن     | ساندون ستول سيمون يول            | 6–7, 6–3, 6–3      |
| 3.    | 1994  | بوزنان، بولندا      | ترابية  | سيرجيو كورتيس | جوام كونا إي سيلفا إيمانويل كوتو | 6–7, 7–5, 7–5      |

## روابط خارجية
- مارتن بلاكمان على موقع رابطة محترفي التنس (الإنجليزية)
- مارتن بلاكمان على موقع الاتحاد الدولي لكرة المضرب (الإنجليزية)
- مارتن بلاكمان على موقع خلاصة التنس.كوم (الإنجليزية)